# Orobanche pubescens
Orobanche pubescens là loài thực vật có hoa thuộc họ Cỏ chổi. Loài này được d'Urv. mô tả khoa học đầu tiên năm 1822.

## Hình ảnh

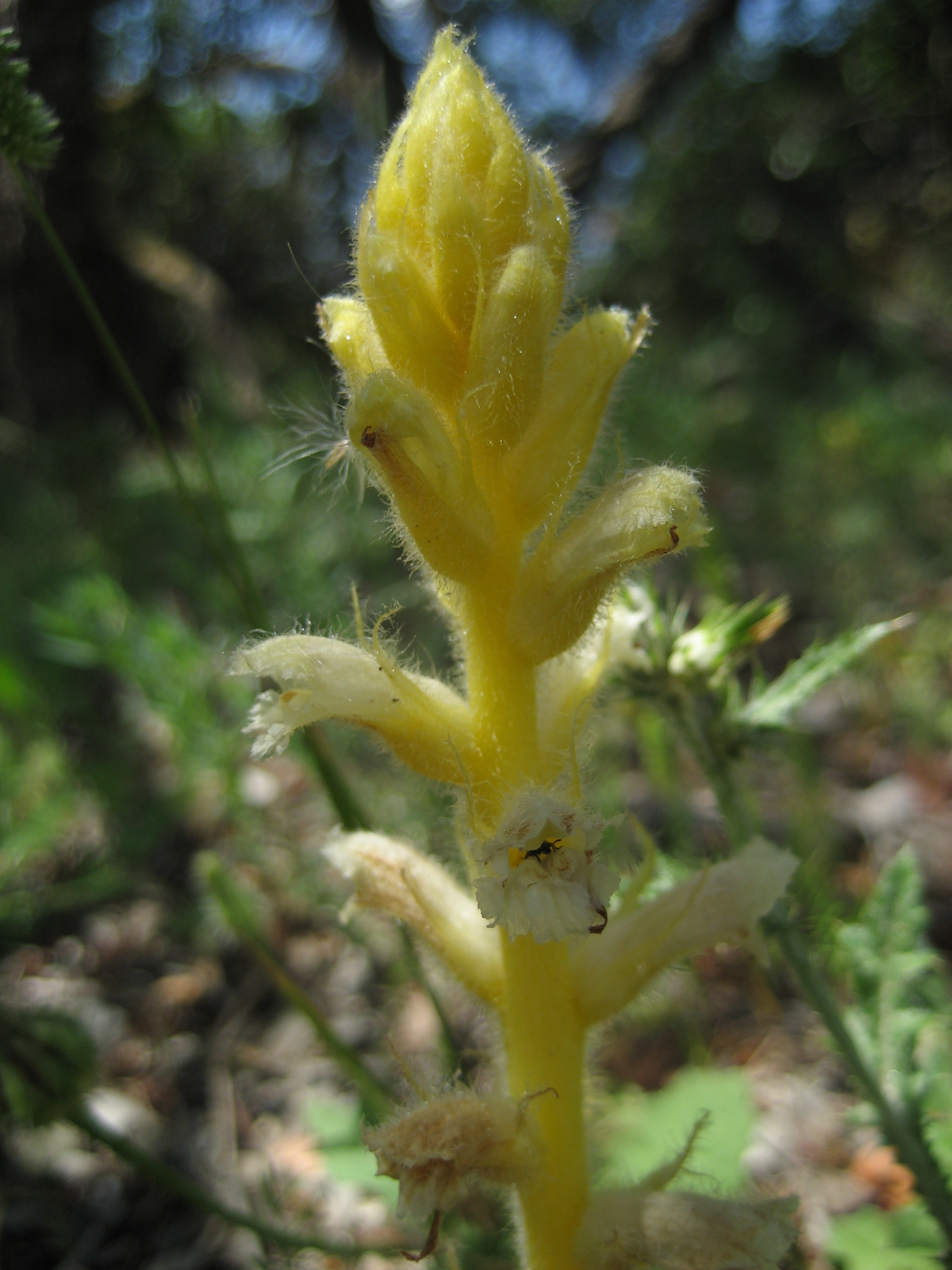
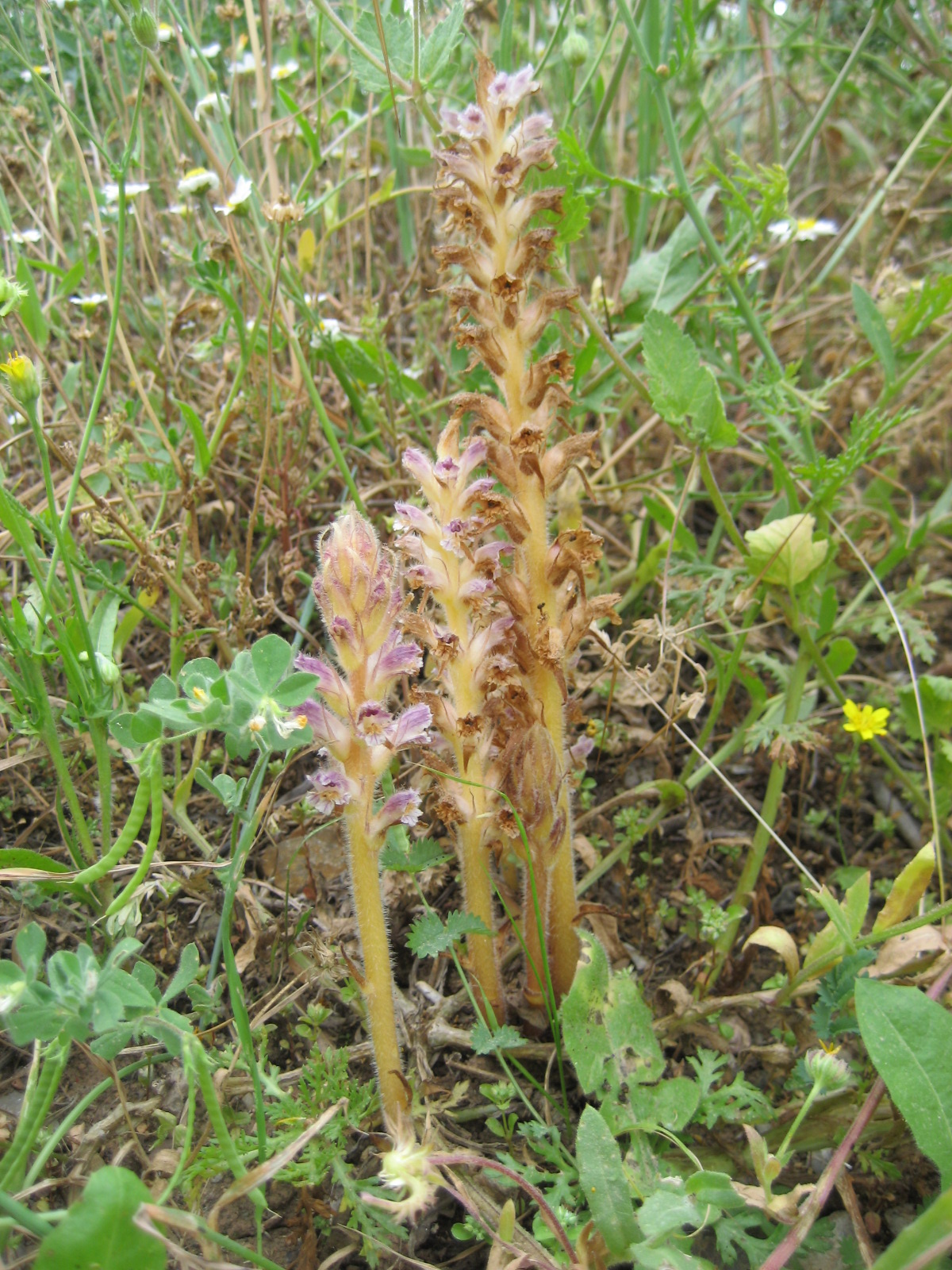